# Список высших учебных заведений Волгограда
В Волгограде действуют:
- 6 университетов (1 — негосударственный)
- 3 академии (государственные)
- 1 государственный и 5 негосударственных институтов
- 1 консерватория
- 16 филиалов иных вузов.

## Университеты

### Государственные
- Волгоградский государственный университет. Одно из ведущих высших учебных заведений Волгоградской области. Первый набор студентов (250 человек) произведен в 1980 г. Член Евразийской ассоциации университетов, Ассоциации классических университетов России, Международной ассоциации преподавателей русского языка и литературы; региональный центр науки, образования и культуры. В ВолГУ около 50 специальных и общеуниверситетских кафедр, 28 направлений магистратуры, 44 направления подготовки бакалавров, 3 специальности. Аспирантура (по 42 специальностям). В конце 2015 года к университету присоединили Волгоградский государственный социально-педагогический университет [1], но в конце 2016 года приказ Минобрнауки об объединении вузов был отменен [2].
- Волгоградский государственный социально-педагогический университет. Один из крупнейших педагогических вузов Российской Федерации, был учреждён в 1931 году в соответствии с постановлением Совета Народных Комиссаров СССР как Сталинградский индустриально-педагогический институт. При университете функционируют 43 научно-исследовательских центра и лаборатории. В структуру ВГСПУ входят филиал в г. Михайловке Волгоградской области и 13 институтов.
- Волгоградский государственный технический университет. Университет основан 11 декабря 1929 году постановлением Совнаркома СССР «в связи со строительством Сталинградского тракторного завода». В настоящий момент университет — единый учебно-научно-производственный комплекс, состоящий из 14 факультетов и 3 филиалов. Один из крупнейших вузов Поволжья, многопрофильное учебное заведение. Здесь обучается более 20 тысяч студентов (включая филиалы). В конце 2015 года к нему был присоединён Волгоградский государственный архитектурно-строительный университет[3].
- Волгоградский государственный медицинский университет. Был основан в 1935 году как Сталинградский медицинский институт. Одно из старейших учебных заведений города — был основан постановлением СНК СССР № 1818 в 1935 году. Первый выпуск состоялся в 1940 году. По своему рейтингу Волгоградский государственный медицинский университет занимает 5-е место среди медицинских вузов России. В 2012  году к нему, была присоединена «Пятигорская государственная фармацевтическая академия», на базе которой был образован Пятигорский медико-фармацевтический институт, филиал ВолгГМУ.
- Волгоградский государственный аграрный университет. 17 июля 1944 года Совет Народных Комиссаров СССР постановил открыть в городе Урюпинске Сталинградский сельскохозяйственный институт в составе 4 факультетов: агрономического, зоотехнического, ветеринарного и факультета механизации сельского хозяйства с контингентом приема на первые курсы 400 человек. Открытие института состоялось 14 октября 1944 года. В 1967 году в Волгоградском сельскохозяйственном институте была открыта военная кафедра, с 2008 года она является одной из 68 действующих на территории России военных кафедр и единственной не только в Волгограде, но и во всем Северо-кавказском военном округе. 19 октября 2011 года Волгоградской ГСХА присвоен государственный статус университета.

### Негосударственные
- Царицынский православный университет преподобного Сергия Радонежского. Официальное открытие Царицынского православного университета произошло 14 октября 1993 года, в день Покрова Божией Матери. Университет был открыт в составе трёх факультетов: богословского, пастырско-педагогического и экологического.

## Академии
- Волгоградская академия Министерства внутренних дел Российской Федерации. Академия была учреждена как Высшая следственная школа (ВСШ) при Министерстве охраны общественного порядка РСФСР постановлением Совета Министров СССР от 10 июля 1966 года. Датой её основания принято считать 1 октября 1967 года, когда в новом вузе начались учебные занятия.
- Волгоградская государственная академия последипломного образования (прежнее название — Волгоградская государственная академия повышения квалификации и переподготовки работников образования и др., более ранние)[4].
- Волгоградская Государственная Академия Физической Культуры. Основана в 1960 году на базе Сталинградского техникума физической культуры. Статус академии вузу присвоен в 1996 году, до 1996 года институт. Один из 13 спортивных вузов России.

## Институты

### Государственные
- Волгоградский государственный институт искусств и культуры. Основан в 1999 году. Является одним из первых в России, государственным высшим учебным заведением культуры и искусств, объединяющим детскую школу искусств, училище и вуз.

### Негосударственные
- Волгоградский юридический институт. Основан в 1996 году. Один из старейших негосударственных вузов Волгограда.
- Волгоградский естественно-гуманитарный институт. Основан в 1991 году при поддержке Волгоградского государственного педагогического университета.
- Волгоградский институт бизнеса (сокращённо — ВИБ, в народе — «Копейка»[5]). Основан в 2003 году на базе Волгоградского колледжа бизнеса (прежние названия — Волгоградский техникум потребительской кооперации, Волгоградский колледж потребительской кооперации).
- Волгоградский институт экономики, социологии и права. Один из первых негосударственных ВУЗов Волгоградской области, осуществляющий образовательную деятельность с 1993 года.
- Волгоградский гуманитарный институт. Основан в 2013 году.

## Консерватории
- Волгоградская консерватория им. П. А. Серебрякова. Старейший вуз Волгограда. Основан в 1917 году.

## Филиалы
- Волгоградский техникум железнодорожного транспорта — филиал Ростовского государственного университета путей сообщения [6]
- Российской академии народного хозяйства и государственной службы при Президенте РФ
- Российского государственного гуманитарного университета
- Российского государственного университета туризма и сервиса
- Академии труда и социальных отношений
- Российский государственный торгово-экономический университет
- Волгоградский кооперативный институт — филиал Российского университета кооперации
- Волжской государственной академии водного транспорта
- Архангельского института управления
- Всероссийского заочного финансово-экономического института
- Института экономики и связи с общественностью
- Международной академии предпринимательства
- Международного института экономики и права
- Международного славянского института
- Современной гуманитарной академии
- Московской финансово-юридической академии
- Института Профессиональных Инноваций.

## Научные учреждения
В Волгограде функционируют следующие научно-исследовательские институты, научно-исследовательские центры, проектные институты, лаборатории самостоятельные и в составе предприятий:
- Волгоградский центр научной и технической информации (Волгоградский ЦНТИ)[8]. Создан в 1957 году[9].
- Волгоградский научный центр РАМН
- НИИ клинической и экспериментальной ревматологии (НИИ КИЭР РАМН)
- Всероссийский научно-исследовательский институт агролесомелиорации (ВНИАЛМИ)
- Государственное научное учреждение «Всероссийский институт орошаемого земледелия»
- ФГБНУ «Поволжский научно-исследовательский институт производства и переработки мясомолочной продукции»
- Волгоградский научно-исследовательский противочумный институт

и другие.
Кроме того, функционируют проектные институты и лаборатории при высших учебных заведениях.